# Cyrtandra rhabdothamnos
Cyrtandra rhabdothamnos är en tvåhjärtbladig växtart som beskrevs av Rudolf Schlechter. Cyrtandra rhabdothamnos ingår i släktet Cyrtandra och familjen Gesneriaceae. Inga underarter finns listade i Catalogue of Life.